# 舩田璃々香
舩田 璃々香（ふなだ りりか、2001年5月25日 - ）は、日本の女子バレーボール選手である。

## 来歴
千葉県袖ケ浦市出身。
國學院大學栃木高等学校を経て、2020年、順天堂大学に進学。4年時の2023年、秋季関東大学1部リーグでリベロ賞を受賞した。2023-24シーズン、V.LEAGUE DIVISION1 WOMEN（V1女子）に所属するPFUブルーキャッツの内定選手となった。内定選手としてV1女子の試合に出場し、Vリーグデビューを果たした。

## 所属チーム
- 國學院大學栃木高等学校（2017-2020年）
- 順天堂大学（2020-2024年）
- PFUブルーキャッツ石川かほく（2024年-）

## 受賞歴
- 2023年 - 秋季関東大学1部リーグ リベロ賞
- 2024年 - V・サマーリーグ東部大会 フレッシュスター賞